# Pseudodiploexochus albanyensis
Pseudodiploexochus albanyensis är en kräftdjursart som först beskrevs av Barnard 1932.  Pseudodiploexochus albanyensis ingår i släktet Pseudodiploexochus och familjen Armadillidae. Inga underarter finns listade i Catalogue of Life.